# Chng Seok Tin
Chng Seok Tin (en chinois : 莊心珍), née le 6 octobre 1946 à Katong à côté de Singapour et morte le 6 septembre 2019 à Singapour,, est une graveuse, sculptrice et artiste multimédia malvoyante de Singapour.
Spécialiste de l'estampe, elle s'inspire du Yi Jing et du bouddhisme. Ses œuvres sont connues à l'échelle internationale. Chng Seok Tin présente plus de 26 expositions personnelles et participe à une centaine d'expositions collectives.
En plus de son art, elle est également une écrivaine prolifique et publie onze recueils de ses écrits, principalement en chinois. Elle milite par ailleurs pour la défense des artistes handicapés.
Elle est intronisée au Temple de la renommée des femmes de Singapour.

## Biographie

### Jeunesse et formation
Chng Seok Tin naît à Katong dans la banlieue de Singapour en 1946. Elle y grandit pauvrement, dans une maison modeste en bois et en chaume. Ses parents veulent que leurs sept enfants aillent à l'école. Chng Seok tin fréquente le lycée Chung Cheng qui possède un département d'art avec des professeurs de l'Académie des arts de Shanghai.
Plus tard, en 1966, elle va à l'École normale de professeurs. Elle commence à enseigner le chinois à l'école de filles de Tanjong Katong à la fin de la même année.

### Devient artiste, enseigne la gravure
Finalement, Chng Seok Tin commence à prendre des cours d'art en privé, puis elle poursuit les cours de l'Académie des Beaux-Arts de Nanyang où elle obtient un diplôme en peinture occidentale. Elle peut partir en Angleterre continuer ses études et y obtient en 1979 un Bachelor of Arts (BA) du Hull College of Higher Education.
Toujours en 1979, elle expose des estampes au National Museum of Art Gallery de Singapour. Chng Seok Tin reçoit ensuite un prix du ministère de la Culture pour étudier la gravure avancée en 1980. En 1983, elle obtient sa maîtrise en arts de l'Université d'État du Nouveau-Mexique, puis une maîtrise en beaux-arts de l'université de l'Iowa en 1985.
En 1986, Chng Seok Tin dirige le département de gravure du Collège des arts Lasalle-SIA, dépendant de l'université des Arts de Singapour. Elle est également rédactrice artistique pour la Joint Publishing Company à Hong Kong.

### Déficience visuelle accidentelle
En juin 1988, Chng Seok Tin et un groupe de ses étudiants visitent des musées d'art d'Europe. À Londres, alors qu'elle tente de prendre un bus avec ses étudiants, elle tombe et se cogne la tête contre le trottoir. Après l'accident, elle a des accès de vertige ; elle rentre cependant à Singapour, où on lui découvre un abcès cérébral. Chng Seok Tin perd 90 % de sa vision en 1988 après avoir subi une intervention chirurgicale pour l'abcès cérébral causé par la chute. Pendant environ un an après être devenue presque aveugle, elle se sent tourmentée, mais elle prend finalement les choses avec philosophie.
La rencontre avec d’autres personnes aveugles lui permet de prendre un tournant. Un autre tournant lui est l'invitation à retourner au département de gravure du collège Lasalle. Le frère lassallien Joseph McNally, président émérite de Lasalle, la contacte parce qu'il lui dit que même sans sa vue, Chng Seok Tin maîtrise toujours une bonne technique de gravure. Chng Seoh Tin est capable de « voir » les couleurs de ses estampes dans son esprit. Elle déclare à propos de son métier artistique qu'elle a toutes les bases en tête et qu'elle doit commencer lentement à les utiliser. Elle dit aussi qu'avoir perdu la vue l'oblige à « se fier à ses sentiments ». Chng Seok Tin continue à enseigner au collège Lasalle jusqu'en 1997.

### Carrière ultérieure
Chng Seok Tin n'hésite pas à commenter le milieu social dans son œuvre. Elle est nommée en 2001 Femme de l'année par le magazine singapourien Her World.
Alors que Chng Seok Tin est membre du Vermont Studio Center en 2003, elle proteste avec d'autres artistes contre l'invasion américaine de l'Irak. Les œuvres résultant de son expérience vont des paysages du Vermont aux estampes inspirées de la guerre en Irak.
Elle est en 2005 la première personne de Singapour à organiser une exposition personnelle au siège des Nations Unies, à New York. Chng Seok Tin a étudié la possibilitéé d'exposer son travail à l'ONU après avoir entendu parler d'un artiste chinois qui y exposait son œuvre. Elle a contacté un ancien camarade de classe, Lee Fong Yang, qui travaille au siège de l'ONU, qui s'est renseigné pour elle et l'a aidée à organiser l'exposition. Elle reçoit la même année le prestigieux Médaillon culturel (en).
Elle reçoit en 2007 le Singapore Chinese Literary Award de la Singapore Literature Society.
Chng Seok Tin bénéficie d'une exposition rétrospective à l'Académie des Beaux-Arts de Nanyang en 2011. Elle est intronisée en 2014 au Temple de la renommée des femmes de Singapour. En 2015, Chng Seok Tin est reconnue par le ministère de la Culture, de la Communauté et de la Jeunesse de Singapour « comme une pionnière de la pratique moderne de la gravure à Singapour ».
Chng Seok Tin meurt d'un cancer à l'âge de 73 ans le 6 septembre 2019 à Singapour.